# Školní zprávy
Školní zprávy (v anglickém originále Quest for Ratings) je jedenáctý díl osmé řady amerického animovaného televizního seriálu Městečko South Park.

## Děj
Stan, Kyle, Kenny a Cartman s Jimmym a Tokenem mají vlastní školní noviny, které ale dosahují velmi špatného hodnocení. Žáci raději začínají dávat přednost show spolužáka Craiga Tuckera, kde představuje vtipná videa se zvířaty. Kluci si chtějí zlepšit reputaci a zkouší to se sirupem proti kašli, aby viděli věci, které ještě nikdy neviděli.